# الدولة أنا، وأنا الدولة

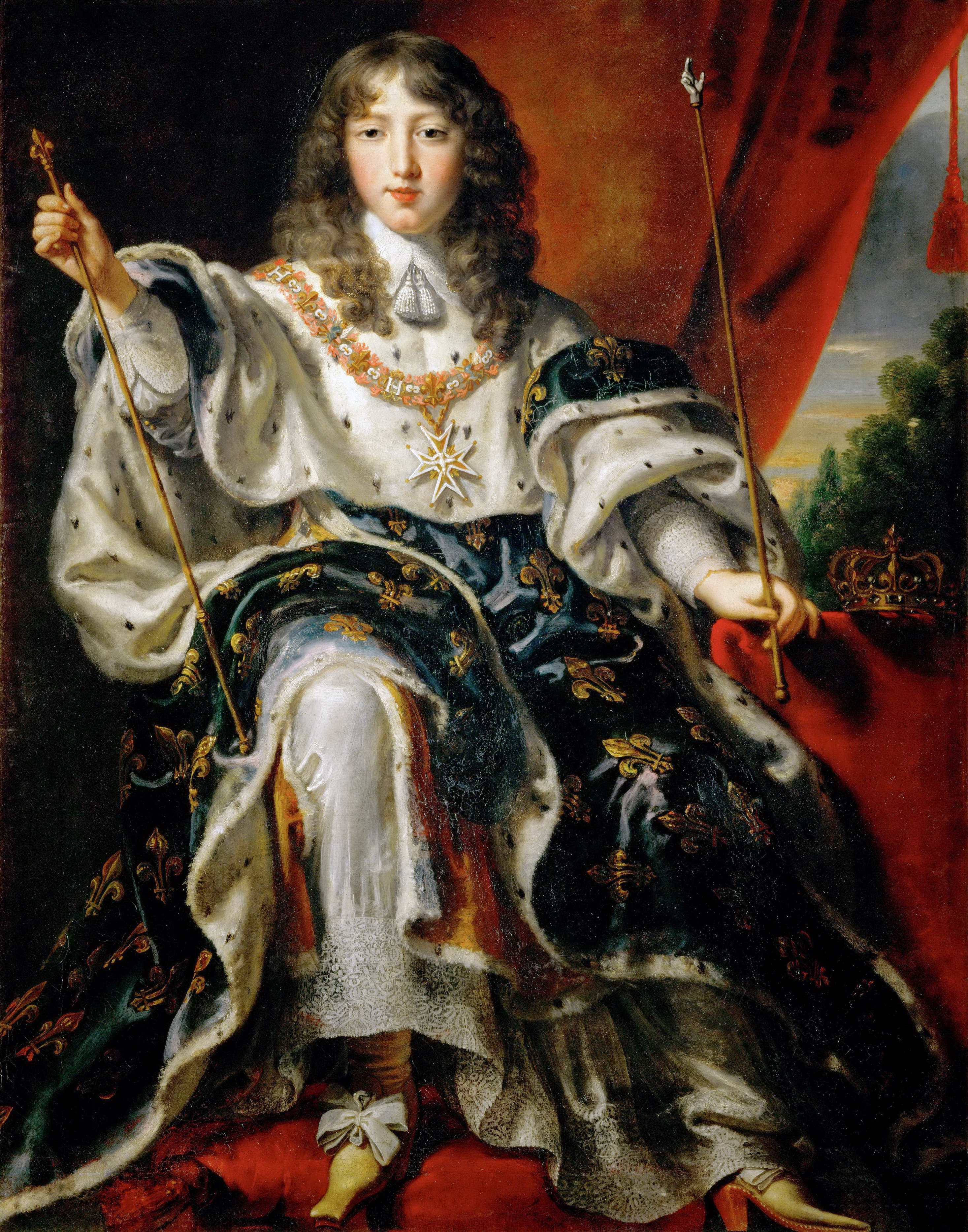

الدولة أنا، وأنا الدولة هي الترجمة العربية الأكثر شيوعا ل L'État, c'est moi وهي دالة سياسية منسوبة للملك الفرنسي لويس الرابع عشر الملقب ب«الملك الشمس»، الذي حكم فرنسا 54 عاما بين 1661- 1715م، تربط هذه المقولة بين مفهوم الملك والدولة في إطار الملكية المطلقة، تحولت مثالا للاستبداد السياسي.
يزعم أن الملك ألقاها في 13 أبريل 1655 عندما كان عمره ستة عشر سنة أمام برلمان باريس، للتذكير بأولوية السلطة الملكية أمام التحدي الذي طرح في 20 مارس من نفس السنة من قبل أعيان البلد. قبل هذا التاريخ بسنتين كانت السلطة قد تمكنت من إخماد انتفاضة فروند (1648-1653) التي أشعلتها تكاليف حرب الثلاثين عاما.
لا تظهر هذه العبارة في أي محضر من اجتماعات البرلمان، لذلك فمن المشكوك أن تكون صحيحة، مما يجعلها ملفقة، كالكثير من العبارات الشهيرة الأخرى. ما تم توثيقه فعلا في ذلك التاريخ هو سبعة عشر مرسوم أصدرها الملك يدعوا إلى زيادة جمع الضرائب، التي انتقلت من 130 مليون جنيه سنة 1653م إلى أكثر من 160 مليون في 1659-1660م.
ومن المرجح جدا أن هذه العبارة لفقها له أعدائه السياسيين لتسليط الضوء على السلطة المطلقة التي كان يمثلها، وهي تناقض بشكل متعمد شعار الملك «خير الدولة هو مجد الملك»، المذكور في مذكرات لويس الرابع عشر Réflexions sur le métier de Roi  الصادر سنة 1679م.
تراجع وهو يحتضر على فراش الموت حيث نسب إليه مقولة أنا سأذهب أما الدولة فستبقى دائما.

ومن العجيب أن تنسب مقولة «من بعدي الطوفان» تارة لإبنه لويس الخامس عشر ملك فرنسا  وتارة إلى عشيقة هذا الأخير مدام دي بومبادور.

## روابط خارجية متعلقة
- تدوينة أنارشية نقدية ساخرة تحت عنوان: الديكتاتورية ومؤخرة الإمبراطور